# Swarthmore College
Le Swarthmore College est une université d'arts libéraux américaine située à Swarthmore, à 32 kilomètres au sud-ouest de Philadelphie. L'université compte environ 1 600 étudiants. Fondée par des quakers en 1864, elle n'a plus d'affiliation religieuse depuis le début du XXe siècle.
Swarthmore a été l'une des premières universités mixtes aux États-Unis.
La plupart des fondateurs étaient des militants de premier plan dans l'abolitionnisme, les mouvements de défense des droits des femmes et d'autres mouvements sociaux. Parmi les fondateurs, on retrouve Edward Parrish (en), Deborah et Joseph Wharton, Benjamin Hallowell (en) et James et Lucretia Mott. Swarthmore a été créé pour être un collège « ...under the care of Friends, at which an education may be obtained equal to that of the best institutions of learning in our country » (« ... sous la garde des Friends [Friends est le nom que se donnent les quakers] où peut être obtenue une éducation égale à celle dispensée dans les meilleures institutions d'enseignement de notre pays »). En 1906, Swarthmore a abandonné son affiliation religieuse, devenant officiellement non confessionnel.
Swarthmore est membre du Tri-College Consortium, un accord de coopération entre les universités d'arts libéraux de Swarthmore, Bryn Mawr et Haverford. De plus, Swarthmore est affilié à l'université de Pennsylvanie à travers le Quaker Consortium (en) qui regroupe les trois universités du Tri-College Consortium et l'université de Pennsylvanie. Cet arrangement permet aux étudiants des quatre institutions de suivre des cours dans les quatre établissements.

## Historique
Le nom Swarthmore trouve ses racines dans le début de l'histoire de la Société religieuse des Amis (quakers). En Angleterre, le Swarthmore Hall (en) dans la ville de Swarthmore était la résidence de Thomas et Margaret Fell en 1652 lorsque George Fox, encore imprégné de son épiphanie au sommet du Pendle Hill en 1651, est venu visiter les Fell. La visite s'était transformée en une longue association, car Fox avait persuadé Thomas et Margaret Fell, de ses vues religieuses. Le Swarthmore Hall a été utilisé pour les premières réunions de ce qui est devenu la Religious Society of Friends (Société religieuse des Amis), dont les membres ont été surnommés « quakers ».
L’université a été fondée en 1864 par un comité de quakers qui étaient membres des Assemblées de Philadelphie, New York et Baltimore. Edward Parrish (en) fut le premier président du collège. Lucretia Mott et Martha Ellicott Tyson (en) ont été parmi ceux qui ont insisté pour que l’institution soit mixte.
Edward Hicks Magill, le deuxième président, a servi pendant 17 ans. Sa fille, Helen Magill White, était dans la première classe de finissants en 1873. En 1877, elle fut la première femme à obtenir un Philosophiæ doctor (Ph. D.) aux États-Unis, un doctorat en grec de l'université de Boston.
Au début des années 1900, Swarthmore avait un important programme de football américain pendant la période de formation de ce qui deviendra bientôt un sport national (Swarthmore a joué contre l'Académie navale d'Annapolis, l'université de Princeton, l'université Columbia et d'autres grandes écoles). L’université avait aussi une fraternité et une sororité très actives.
Dès 1921, un programme académique fort s'est développé avec la nomination de Frank Aydelotte (en) comme président. En particulier, il a instauré un programme Honors inspiré par son expérience de boursier Rhodes.
Wolfgang Kohler, Hans Wallach (en) et Solomon Asch étaient des psychologues réputés qui sont devenus professeurs à Swarthmore, un centre de développement de la psychologie Gestalt. Wallach, qui était juif, et Kohler, qui ne l'était pas, avaient tous deux quitté l'Allemagne Nazie en raison de ses politiques discriminatoires contre les Juifs. Köhler est venu à Swarthmore en 1935 et y a travaillé jusqu'à sa retraite en 1958. Wallach est venu en 1936, d'abord en tant que chercheur, puis comme professeur de 1942 jusqu'en 1975. Asch, qui était un américain d'origine polonaise ayant immigré aux États-Unis en 1920 alors qu'il était enfant, a rejoint le collège en 1947 et y a travaillé jusqu'en 1966, y conduisant, entre autres, ses expériences célèbres sur le pouvoir du conformisme sur les décisions d'un individu au sein d'un groupe.
Le 20 avril 2016, le Département du Trésor des États-Unis a annoncé que Lucretia Mott, une des fondatrices du collège, et Alice Paul, de la promotion de 1905, seront représentées sur le nouveau billet de 10 $.

## Vie académique

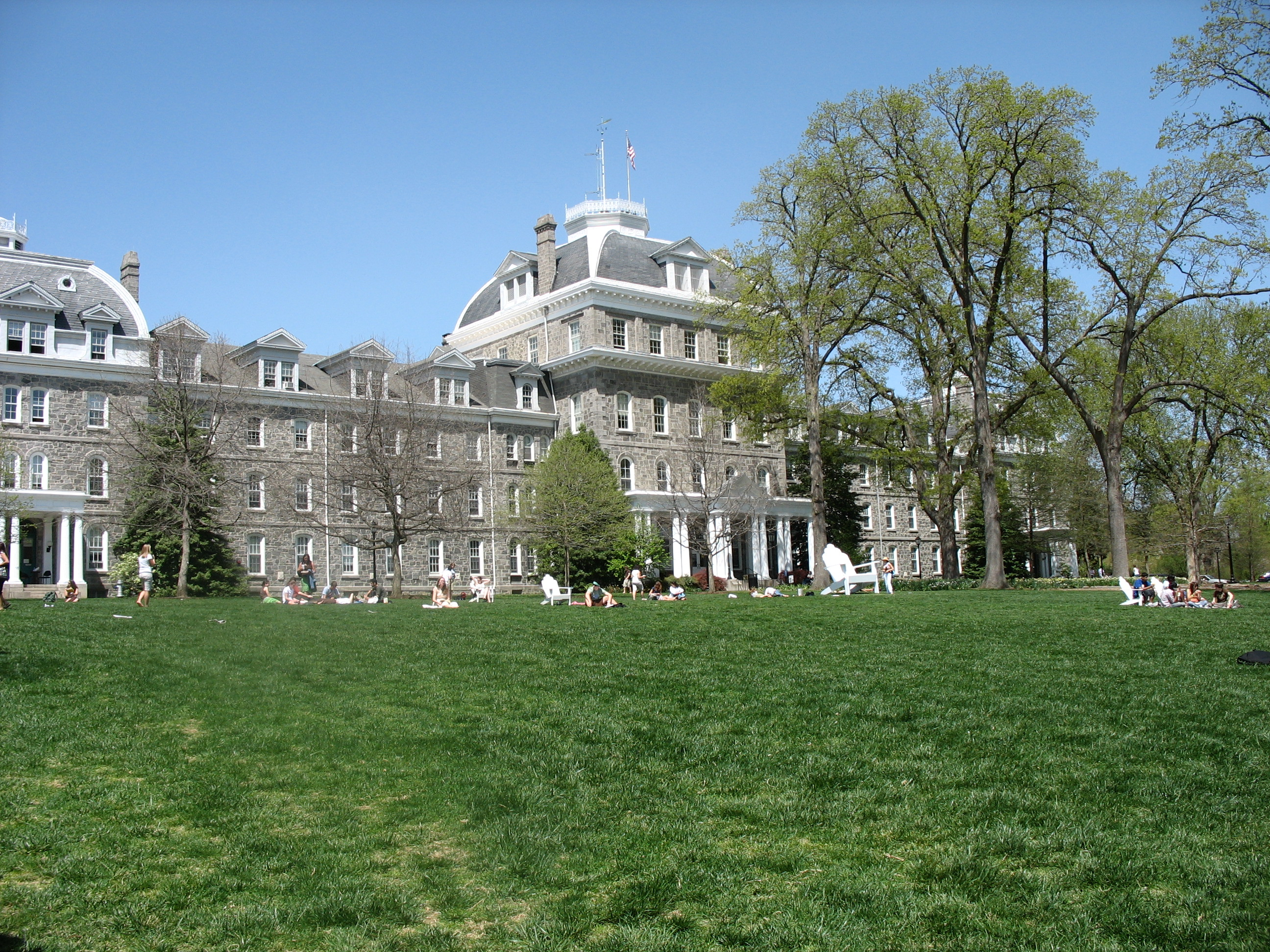
Le Parrish Hall, un des bâtiments du Swarthmore College.

Un Honors Program inspiré du programme de tutorat de l'université d'Oxford permet aux étudiants de participer à un programme de séminaires à partir des premières années de leur cours et d'écrire des honors theses. Les séminaires sont généralement composés de quatre à huit étudiants. Les participants des séminaires rédigent généralement au moins trois documents de dix pages durant la session, souvent l'un de ces documents atteint 20 ou 30 pages. À la fin de leur dernière année, les étudiants du programme Honnors passent des examens oraux et écrits administrés par des experts dans leur domaine extérieurs au collège.
Chose inhabituelle pour une université d'arts libéraux, Swarthmore a un programme d'ingénierie aboutissant à un baccalauréat en quatre ans. D'autres programmes notables incluent les mineurs en études de paix et de conflits, en sciences cognitives, et en théorie critique.
En 2016, Swarthmore compte 1 534 étudiants de premier cycle et 180 professeurs (100 % possédant un doctorat), pour un ratio étudiants-professeurs de 8:1. La petite université offre plus de 600 cours par an dans plus de 40 programmes d'études. L'université a la réputation d'être très orientée vers les activités académiques, avec 90 % des diplômés poursuivant éventuellement des études post-graduées ou s'inscrivant à une école professionnelle.

### Classements
Dans son classement 2013 des collèges, le magazine de nouvelles nationales, U.S. News & World Report a classé Swarthmore comme la troisième meilleure université d'arts libéraux des États-Unis, derrière Williams et Amherst. Depuis la création du classement, Amherst, Williams et Swarthmore sont les seuls collèges à avoir été classés en première position des universités d'arts libéraux. Swarthmore a été classé le meilleur collège six fois, la plus récente fois étant en 2002).
Dans son classement 2016 des collèges et universités américaines, le magazine Forbes a classé Swarthmore au dixième rang.
En 2004, selon le Wall Street Journal, Swarthmore s'est classé au 10e rang des écoles de provenance des étudiants des plus grandes institutions de médecine, de droit et d'affaires.
Selon la National Science Foundation , Swarthmore s'est classé au troisième rang parmi tous les établissements d'enseignement supérieur aux États-Unis, pour le pourcentage de diplômés qui ont poursuivi leurs études jusqu'au Ph. D. entre 2005-2014.
En 2009, 2010, 2011, et 2013[41], Swarthmore a été nommé Meilleur collège privé par The Princeton Review (en). Les critères de sélection comprenaient plus de 30 facteurs dans trois domaines : les standards académiques, les coûts et l'aide financière.

### Admissions
|                  | 2015      | 2014      | 2013      | 2012      |
| ---------------- | --------- | --------- | --------- | --------- |
| Appliquants      | 7,818     | 5,540     | 6,615     | 6,589     |
| Admissions       | 976       | 943       | 947       | 935       |
| Taux d'admission | 12,5 %    | 17,0 %    | 14,3 %    | 14,2 %    |
| Inscriptions     | 407       | 407       | 388       | 378       |
| Résultats SAT    | 2020-2290 | 2030–2310 | 2030–2300 | 2030–2320 |
| Résultats ACT    | 30-34     | 29–34     | 31–34     | 30–33     |

Le collège est considéré par le U.S. News & World Report comme « le plus sélectif », avec un taux d'admission de 12,5 % pour les 7 818 appliquants au cours du cycle d'admission 2014-2015,. Parmi les étudiants admis, 33 % sont valedictorians ou salutatorians, 52 % sont dans le 2 % supérieur de leur classe de lycée et 94 % sont dans le décile supérieur.

### Diplômés
16 % des diplômes de premier cycle s'engagent immédiatement dans des études graduées ou professionnelles, et dans les cinq ans suivant l'obtention de leur diplôme, 77 % des anciens élèves s'engagent dans de tels programmes.
PayScale (en) rapporte que les diplômés de Swarthmore avec seulement un baccalauréat ont un salaire moyen de départ de 51 000 $ et un salaire moyen de 109 000 $ en milieu de leur carrière, ce qui place le collège en 36e position parmi tous les collèges et en 11e position parmi les universités d'arts libéraux,.

## Campus
En 2011, le magazine Travel + Leisure a cité Swarthmore comme l'un des plus beaux campus universitaires des États-Unis.
Swarthmore College fait partie du Tri-College Consortium.

## Personnalités liées à l'université

### Étudiants
Parmi les anciens élèves de Swarthmore, on compte cinq lauréats du prix Nobel (le deuxième plus grand nombre de lauréats du prix Nobel par diplômé aux États-Unis), dont John C. Mather (1968), lauréat du prix de physique en 2006, Edward C. Prescott (1962), lauréat du prix d'économie en 2004 et Christian B. Anfinsen (1937), lauréat du prix de chimie en 1972. Swarthmore compte également 11 boursiers de la Fondation MacArthur (deuxième plus grand nombre par diplômé et neuvième plus grand nombre de tous les collèges et universités des États-Unis), et des centaines de personnalités éminentes dans les domaines du droit, de l'art, des sciences, des affaires, de la politique et autres.
Peuvent être cités également parmi ces anciens étudiants (avec mention de l'année de promotion) :
- Alice Paul (1905), suffragette américaine et fondatrice du National Woman's Party.
- Isabel Briggs Myers (1919), romancière et psychologue américaine, cocréatrice du Myers Briggs Type Indicator (MBTI).
- Nancy Roman (1946), astronome américaine, l’une des premières femmes cadre à la NASA et reconnue comme la « mère du télescope Hubble ».
- Michael Dukakis (1955), homme politique américain, candidat démocrate à la présidence des États-Unis en 1988.
- Carol Gilligan (1958), philosophe, psychologue et féministe américaine.
- Ted Nelson (1959), sociologue américain, pionnier de l'histoire des technologies de l'information.
- Antoinette Sayeh (1980), ministre libérienne et n°2 du FMI.

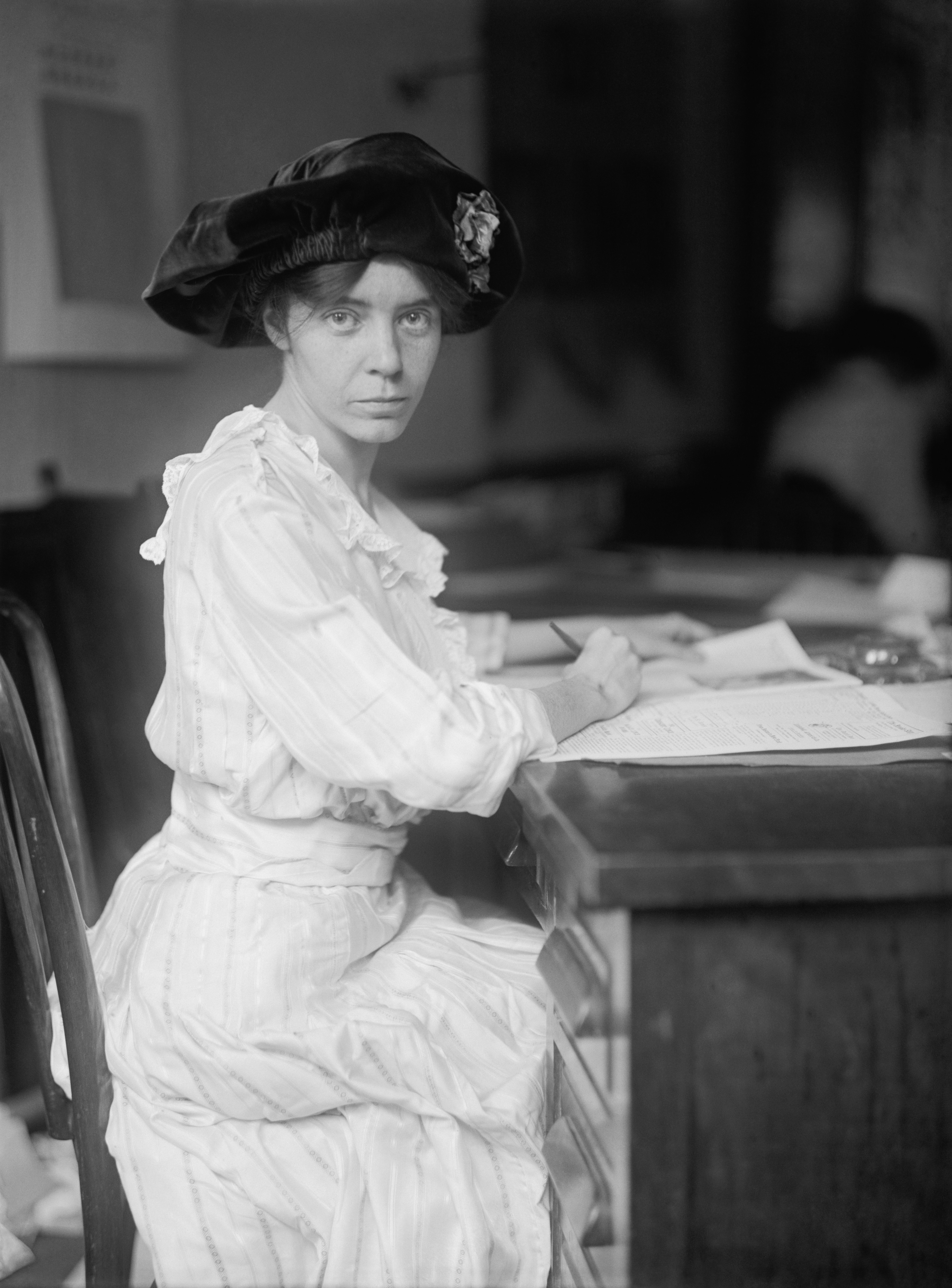
Alice Paul, suffragiste et fondatrice du National Woman's Party.
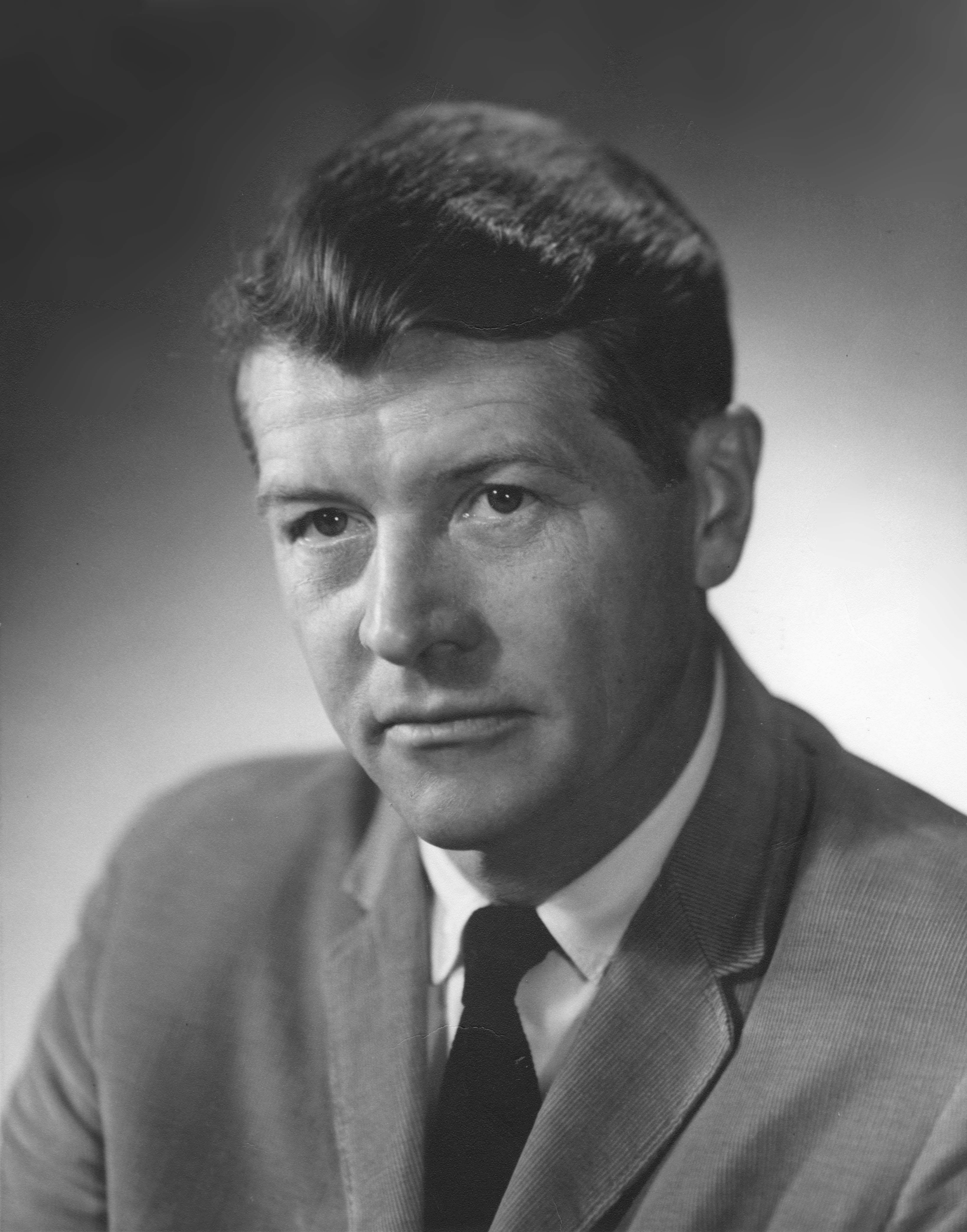
Christian B. Anfinsen, prix Nobel de Chimie 1972.
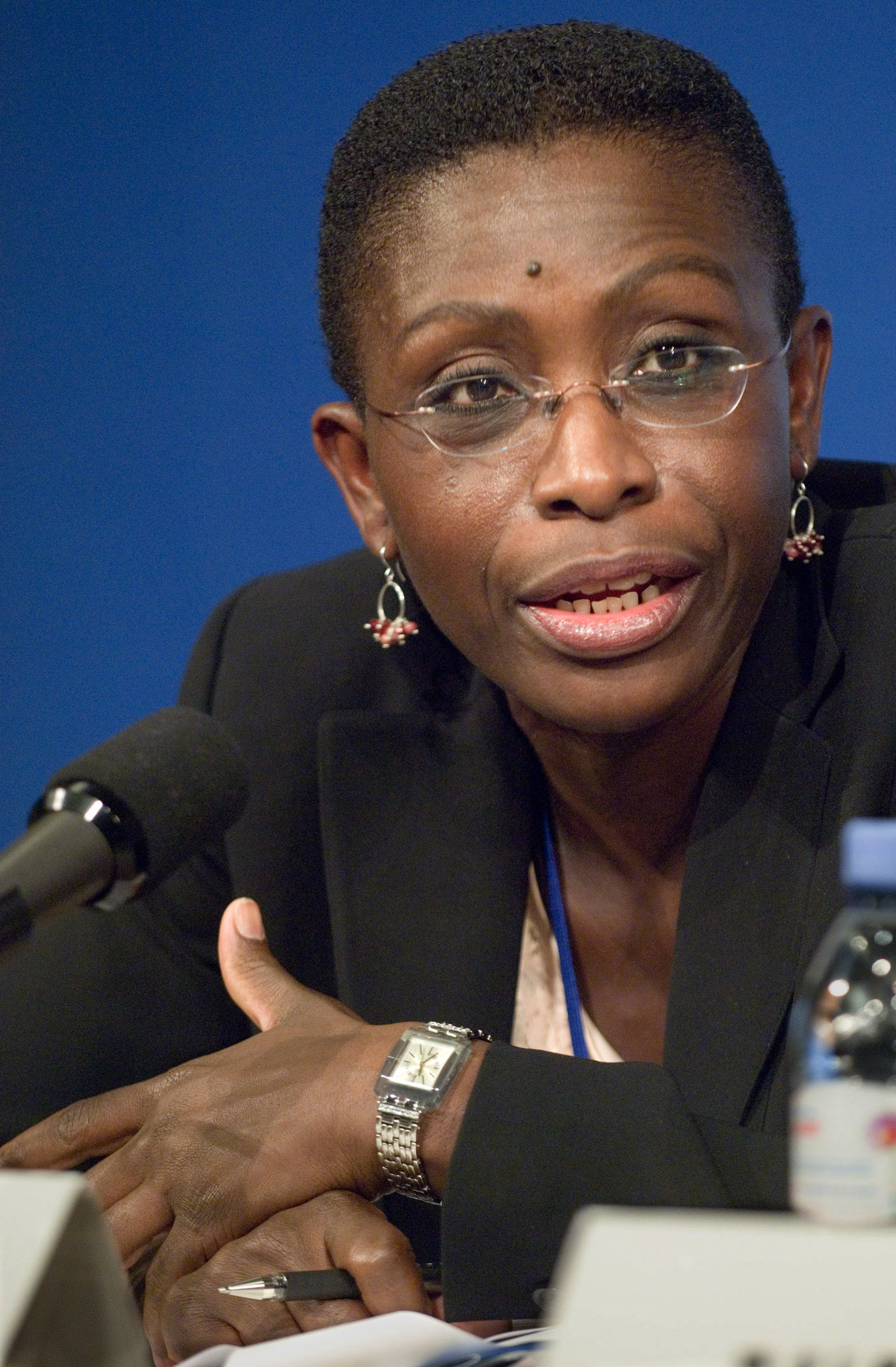
Antoinette Sayeh, ministre des finances du Liberia.
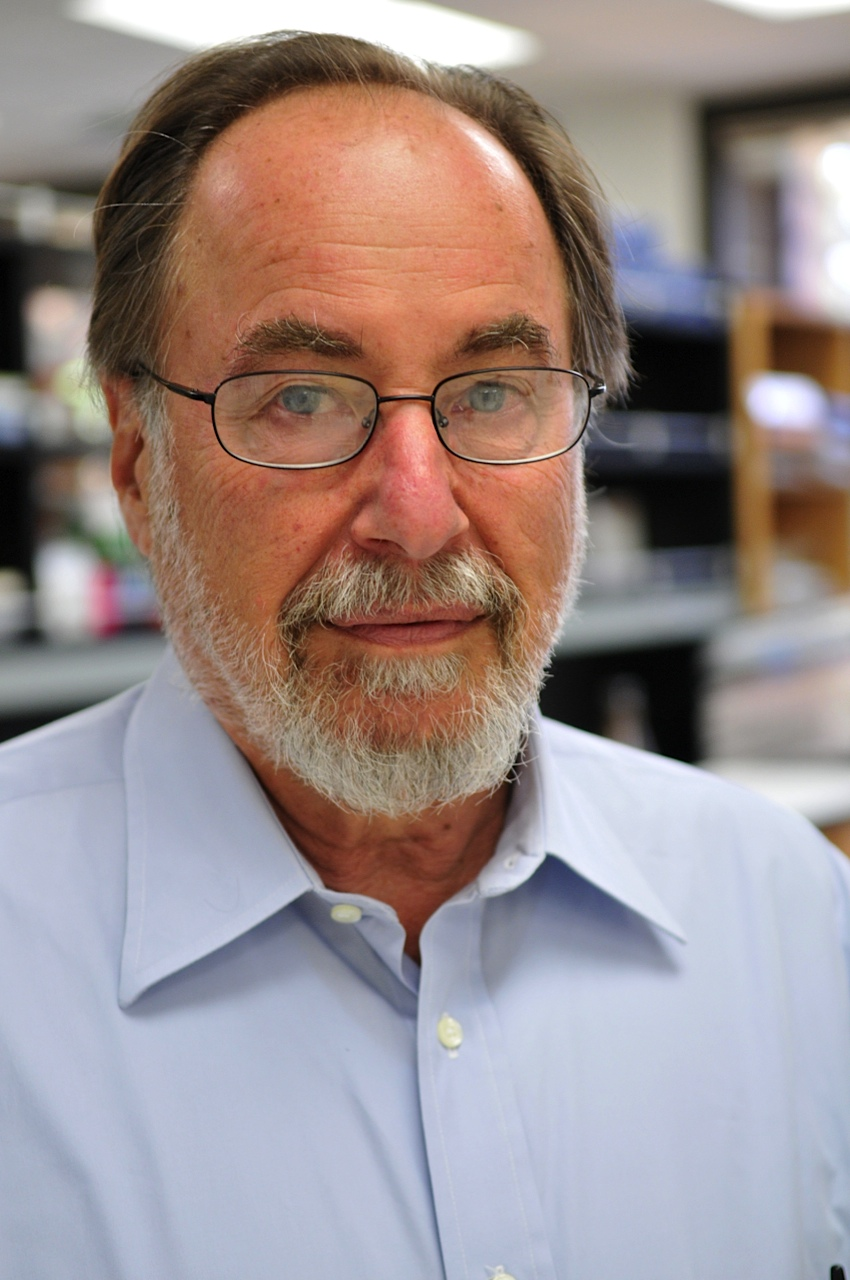
David Baltimore, prix Nobel de médecine 1975.
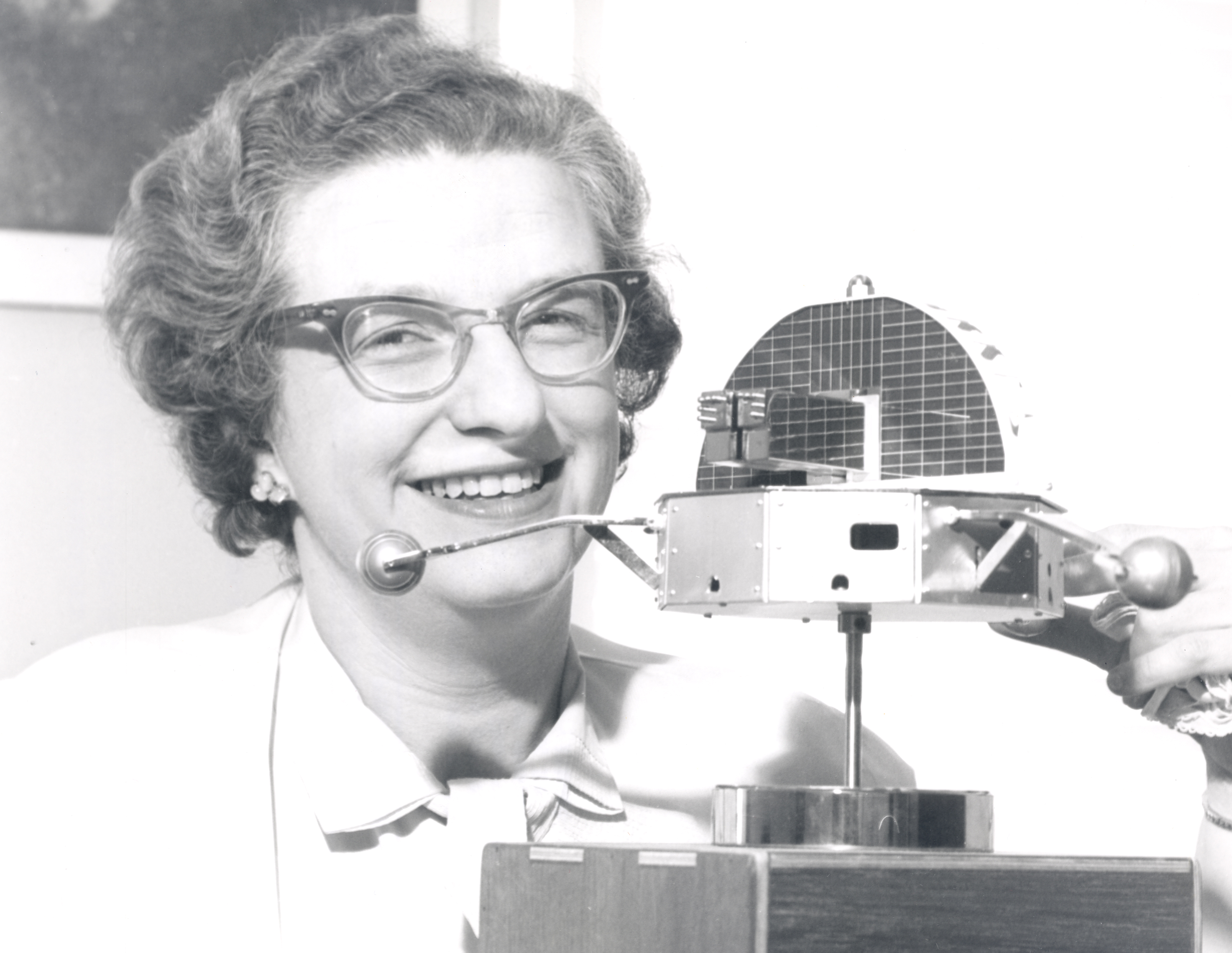
Nancy Roman, astronome américaine, « mère du télescope Hubble ».
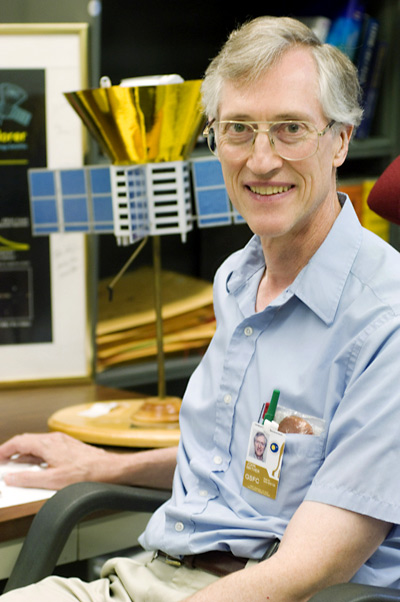
John C. Mather, prix Nobel de physique 2006.